# Ichthyodes albovittata
Ichthyodes albovittata är en skalbaggsart som beskrevs av Stefan von Breuning 1940. Ichthyodes albovittata ingår i släktet Ichthyodes och familjen långhorningar. Inga underarter finns listade i Catalogue of Life.